# Muszyca
Muszyca lub larwa wędrująca – choroba zwierząt i ludzi, powodowana przez pasożytnicze larwy muchówek żywiące się martwą lub żywą tkanką gospodarza.
Muszyca jest poważnym problemem w hodowli zwierząt gospodarskich powodującym dotkliwe straty ekonomiczne na całym świecie. Choć zarażenie jest zdecydowanie częściej spotykane u zwierząt, to występuje również stosunkowo często u ludzi na terenach wiejskich, tropikalnych i subtropikalnych.
Istnieje wiele rodzajów muszycy w zależności od gatunku muchówki i miejsca występowania larw. Muchówki mogą składać jaja w ranach otwartych, w nieuszkodzonej skórze albo we wnętrzu ciała poprzez nos lub uszy; jaja mogą również zostać połknięte, jeśli zostaną złożone na wargach albo jedzeniu.

## Obraz kliniczny u człowieka
Wpływ muszycy na ciało zależy od lokalizacji larw. Mogą one infekować martwą lub żywą tkankę w rozmaitych obszarach: skóra, oczy, uszy, żołądek i przewód pokarmowy lub obszar moczowo-płciowy. Mogą atakować otwarte rany lub nieuszkodzoną skórę. Niektóre wchodzą do ciała przez nos lub uszy. Larwy lub jaja mogą dostać się do żołądka lub jelit, jeśli zostaną połknięte z jedzeniem.
Obrazy choroby i ich objawy:
| Syndrom        | Objawy |
| -------------- | --- |
| Muszyca skórna | Bolesne, wolno rozwijające się wrzody lub plamy podobne do czyraka, które mogą trwać przez długi okres.                                                     |
| Muszyca nosowa | Niedrożność i dotkliwa irytacja nozdrzy przednich. W niektórych przypadkach występuje obrzęk twarzy i gorączka. Zdarzają się przypadki śmiertelne.          |
| Muszyca uszna  | Uczucie pełzania i dźwięk buczenia/brzęczenia. Czasami wydzieliny o niemiłym zapachu. Jeśli zlokalizowana w uchu środkowym, larwy mogą dostać się do mózgu. |
| Muszyca oczna  | Dość powszechna. Powoduje dotkliwą irytację, obrzęk i ból.                                                                                                  |

## Diagnostyka
Larwa wędrująca jest często błędnie diagnozowana w USA, ponieważ jest szczególnie rzadka, a jej objawy nie są charakterystyczne. Muszyca jelita i moczowa są szczególnie trudne do zdiagnozowania.
Do wskazówek, na które należy zwracać uwagę, gdy podejrzewa się tę dolegliwość należą: niedawne podróże do obszarów endemicznych, jedna lub więcej niegojąca się rana skóry, swędzenie, ruch pod skórą lub ból, wydzielina z punktu w środku zmiany (mały otwór) lub mała, biała struktura wystająca z rany.

## Prewencja
Zapobieganie muszycy u ludzi wymaga ogólnej poprawy higieny i eksterminacji muchówek przy użyciu środków owadobójczych. Ubrania powinny być gruntownie prane, suszone z dala od muchówek i prasowane. Ciepło żelazka zabija jaja powodujące muszycę.

## Klasyfikacja ICD10
| kod ICD10     | nazwa choroby                  |
| ------------- | ------------------------------ |
| ICD-10: B87   | Muszyca                        |
| ICD-10: B87.0 | muszyca skórna                 |
| ICD-10: B87.1 | muszyca ran                    |
| ICD-10: B87.2 | muszyca oczna                  |
| ICD-10: B87.3 | muszyca nosowo-gardłowa        |
| ICD-10: B87.4 | muszyca uszna                  |
| ICD-10: B87.5 | muszyca o innym umiejscowieniu |
| ICD-10: B87.6 | muszyca nie określona          |